# Oskarshamns Segelsällskap

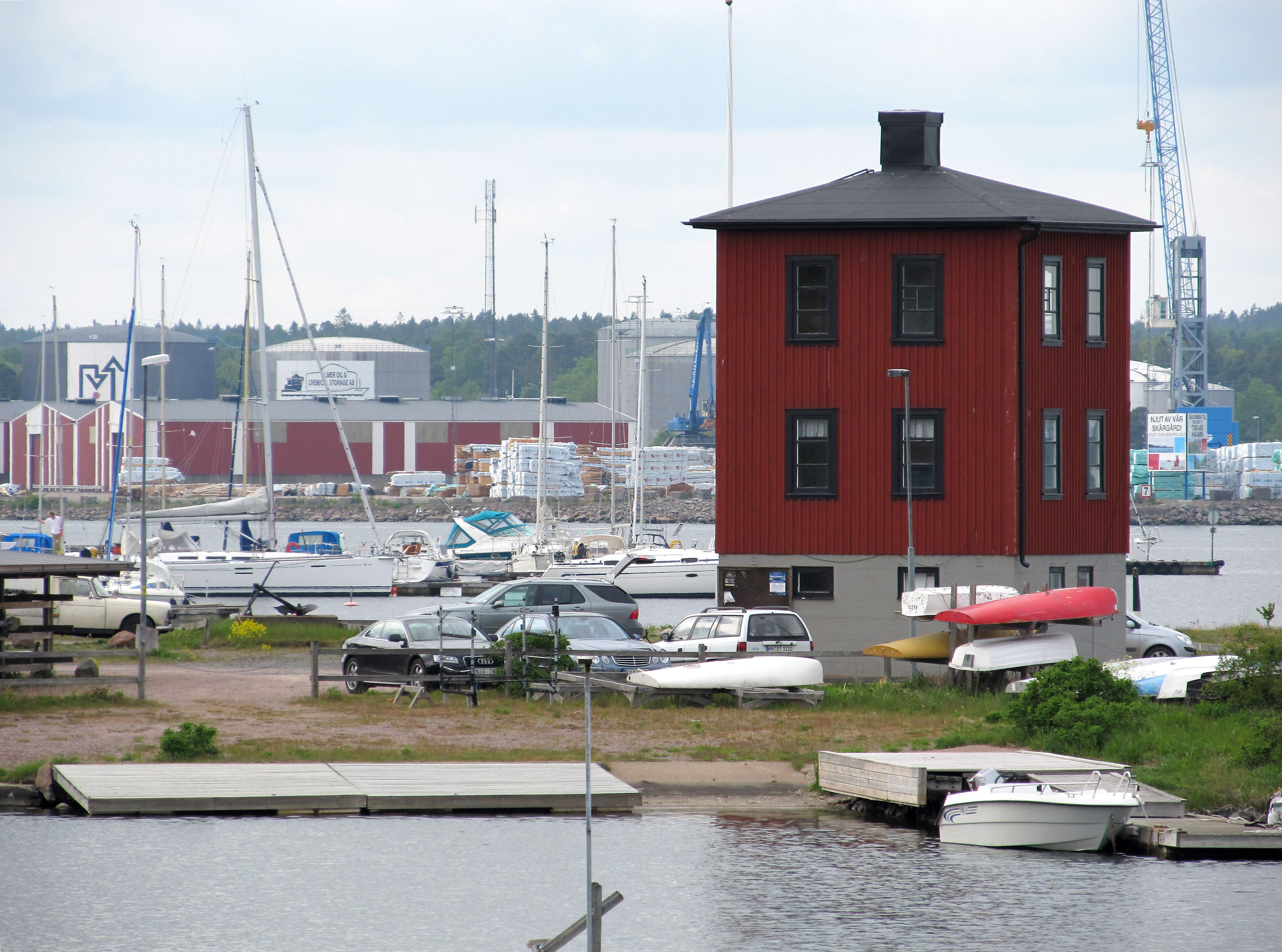
Segelsällskapet har sina lokaler i Ernemar.

Oskarshamns Segelsällskap (OSS) är en ideell segelbåtklubb i Oskarshamn i Småland. Föreningen grundades den 1 juli 1908. Man har sina lokaler i Ernemar, en småbåtshamn belägen strax utanför Oskarshamns stadskärna. Man anordnar kappseglingar och tillhandahåller utbildningar. OSS har cirka 300 medlemmar. 

## Historik
Redan innan segelsällskapet grundades förekom kappseglingar i Oskarshamn. Vid förra sekelskiftet blev det allt vanligare med egna fritidsbåtar och antalet deltagare växte. Den 1 juli 1908 grundades Oskarshamns Segelsällskap. Första året registrerades 110 medlemmar med sammantaget 52 båtar. Klubbhuset var först beläget i Oskarshamns hamn på Badholmen. 1949 flyttade man verksamheten till Kolbergaviken. Senaste flytten gjordes 1983 till småbåtshamnen i Ernemar där klubben är verksam än idag.

## Kappseglingar
Föreningen anordnar sommartid regelbundet kappseglingar för sina medlemmar. Oskarshamns segelsällskap har även under flera år varit medarrangör av Östersjökappseglingen Watski2Star Baltic. Oskarshamn utgör etappmål nummer två på banan som sträcker sig från Oxelösund-Visby-Oskarshamn och tillbaka till Oxelösund.